# Grande Sinagoga di Sydney
La Grande Sinagoga di Sydney è una sinagoga ortodossa di Sydney in Australia.

## Storia
La posa della prima pietra avvenne ad opera di Saul Samuel, membro di spicco della comunità ebraica del Nuovo Galles del Sud e in seguito il primo Ministro della Corona di religione ebraica nell'Impero britannico, nel gennaio 1875. La sinagoga venne quindi consacrata nel 1878, anche se le decorazioni dell'edificio vennero completate solo nel 1883.

## Descrizione
L'edificio presenta un'architettura che combina elementi dello stile neobizantino e dello stile neogotico.